# Trno
Trno je naselje v Občini Šentjur.